# Román Mastrángelo
Pour les articles homonymes, voir Mastrangelo.
Román José Mastrángelo, né le 3 juillet 1989 à Chivilcoy, est un coureur cycliste argentin.

## Palmarès et résultats

### Palmarès par année
- 2007
  -  Champion d'Argentine du contre-la-montre juniors
- 2008
  -  Champion d'Argentine du contre-la-montre espoirs
  - 100km. Capillenses
  -  Médaillé de bronze du championnat panaméricain du contre-la-montre espoirs
- 2009
  -  Champion d'Argentine sur route espoirs
  -  Champion d'Argentine du contre-la-montre espoirs
  - Prologue de la Doble Bragado (contre-la-montre par équipes)
- 2010
  - Classement général de la Doble Bragado
  - 4e étape de la Vuelta al Valle
  - 2e du championnat d'Argentine du contre-la-montre espoirs
- 2011
  - 2e étape de la Doble Treinta y Tres
  - 3e du Circuito de Pascuas
- 2012
  - 4e étape du Tour de San Juan
  - Clásica 1° de Mayo
- 2013
  - Gran Premio Aniversario Tres de Febrero
- 2014
  - Vuelta Chaná :
    - Classement général
    - 2ea et 2eb (contre-la-montre) étapes

  - 4e étape de la Rutas de América
  - 3e de la Rutas de América
- 2015
  - Gran Premio Hermanos Macchi
  - Revancha de la Doble
  - Doble Chepes :
    - Classement général
    - 1re, 2e et 3e étapes

  - Gran Premio Rubén Coco Arigoni
- 2016
  - Grand Prix de la ville de Chivilcoy
- 2017
  - Doble Bragado :
    - Classement général
    - Prologue (contre-la-montre par équipes) et 7ea étape

  - Gran Premio JCH Azul
  - 5e étape de la Vuelta al Valle (contre-la-montre)
  - Vuelta a la Pampa :
    - Classement général
    - 2e, 4e (contre-la-montre) et 5e étapes

  - Gran Premio Carlos Tacuara Selvini
- 2018
  - Prologue (contre-la-montre par équipes), 3e et 7e (contre-la-montre) étapes de la Doble Bragado
  - 3e de la Doble Bragado
- 2023
  - 1re et 2e étapes de la Doble Bragado

### Classements mondiaux
| Année            | 2008 |
| ---------------- | ---- |
| UCI America Tour | 300e |